# Bibliothèque orientale
Pour les articles homonymes, voir Bibliothèque orientale (homonymie).

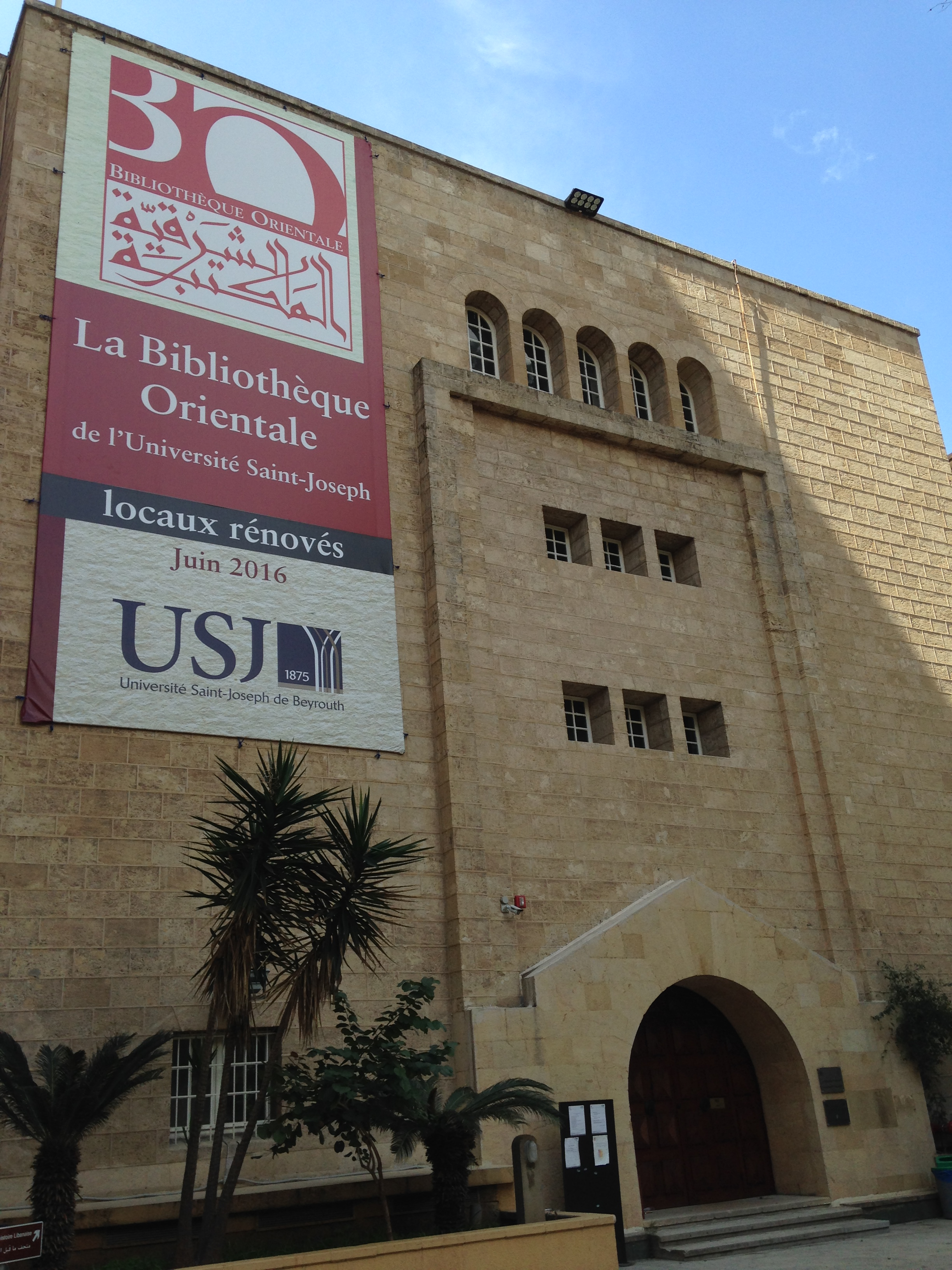
La Bibliothèque orientale en 2017.

La Bibliothèque orientale est une très grande bibliothèque du Proche-Orient fondée en 1875 par les jésuites de l'université Saint-Joseph de Beyrouth (Liban). En 2014, elle possède plus de 200.000 ouvrages, clichés et documents divers dans les domaines: archéologie, religions, histoire, géographie, philosophie, linguistique, littérature et art.

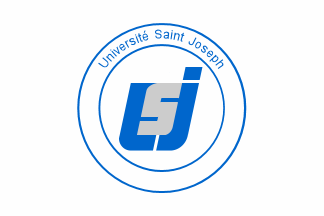
Logo de l'université Saint-Joseph de Beyrouth

## Historique
La bibliothèque est fondée en 1875, d'abord comme bibliothèque de l’Université Saint-Joseph de Beyrouth. Elle reprend alors le fonds du collège-séminaire de Ghazir,, et est développée par le père Alexandre Bourquenoud qui explore et inventorie les richesses archéologiques de la région.
Le père Louis Cheikho, directeur de 1880 à 1927, lui donne son nom de « Bibliothèque orientale » en 1894 et l’enrichit par les disciplines de l’orientalisme et l’acquisition des manuscrits,. En 1898 la revue catholique orientale de langue arabe al-Machriq (l’Orient) En 1906 un seconde revue est créée par la Faculté orientale de l'université: les Mélanges de la Faculté orientale devenus les Mélanges de l’Université Saint-Joseph. La bibliothèque est alimentée par de nombreux échanges internationaux avec les orientalistes européens de l’époque,.
En 1914, elle n’a pas d’équivalent dans l’ensemble du Proche-Orient. Au déclenchement de la Première Guerre mondiale, les Jésuites sont expulsés par les autorités turques. Craignant les conséquences de cette expulsion les consuls d’Allemagne, d’Autriche-Hongrie et des États-Unis à Istanbul interviennent directement auprès du gouvernement turc pour que le fonds soit protégé et conservé.
La bibliothèque sort quasi-indemne des pillages de 1919 et de la guerre du Liban bien qu’elle soit située à quelques mètres de la tristement célèbre ligne des combats, séparant les deux parties de Beyrouth.

## Mine documentaire
La bibliothèque est une mine documentaire incomparable pour ce qui concerne les recherches en géographie, histoire et science politique du Proche-Orient. Elle a en dépôt 200 000 livres, 2 000 périodiques, 3 500 manuscrits orientaux, une photothèque contenant 50 000 clichés, une cartothèque contenant plus de 2 000 cartes, et de nombreux microfilms et microfiches. Les ouvrages et revues en langue arabe constituent le tiers du fonds.
La bibliothèque offre également de nombreux services comme le Centre de documentation et de recherches arabes chrétiennes (CEDRAC) dont le père Peter-Hans Kolvenbach, ancien supérieur général de la Compagnie de Jésus est directeur délégué, de son retour au Liban en 2008, jusqu'à sa mort à Beyrouth en 2016.

## Depuis 2000

### à Beyrouth
Depuis 2000, cette bibliothèque de recherche — propriété de la Compagnie de Jésus — est gérée par l’Université Saint-Joseph de Beyrouth et ouverte au grand public. En 2012, un projet a été défini pour valoriser le bâtiment grâce à une illumination des façades.

### à Paris
Le 22 mai 2006, est créée à Paris l'Association des amis de la Bibliothèque orientale de Beyrouth' (AABOB) dont l'objet est de « contribuer à la sauvegarde, au développement, à l’exploitation et au rayonnement international de la Bibliothèque orientale et des centres de recherche qui lui sont liés et qui dépendent de l’université Saint-Joseph de Beyrouth ». DE 2013 à 2019, l'association est présidée par la journaliste et romancière libanaise Carole Dagher, René Chamussy et Antoine Sfeir en ont été vice-présidents. Depuis 2020, elle est présidée par l'orientaliste  Chantal Verdeil.
En 2014, l'association organise un événement culturel dans le cadre du centenaire de la Première Guerre mondiale      . Elle participe à la création et l'enrichissement de Bibliothèques d'Orient, une bibliothèque numérique internationale lancée en 2017 qui cherche à regrouper des documents témoignant des relations entre la France et le Proche-Orient.

## Pour approfondir